# أسلام أباد (ميانكوه)
أسلام أباد (بالفارسية: اسلام‌آباد) هي منطقة سكنية تقع في إيران في Miankuh Rural District. يقدر عدد سكانها بـ 60 نسمة .